# An Olive Grove Facing the Sea (2009 Version)
An Olive Grove Facing the Sea (2009 Version) is een nummer van de alternatieve rockgroep Snow Patrol. Het nummer werd op 4 december 2009 in het Verenigd Koninkrijk digitaal uitgebracht als de tweede single van Up to Now, een compilatiealbum met drie nieuwe nummers, dat op 9 november 2009 haar release kreeg. An Olive Grove Facing the Sea (2009 Version), geschreven door Gary Lightbody en geproduceerd door Jacknife Lee, is de opvolger van de Nederlandse nummer-1 Just Say Yes. An Olive Grove Facing the Sea (2009 Version) is een re-interpretatie van An Olive Grove Facing the Sea, dat op When It's All Over We Still Have to Clear Up uit 2001 staat.

## Achtergrondinformatie
An Olive Grove Facing the Sea (2009 Version) is een akoestische interpretatie van het origineel, dat op When It's All Over We Still Have to Clear Up uit 2001 staat. De vernieuwde versie verschilt van het origineel door de lager ingezongen vocalen van Gary Lightbody. De instrumentatie is volledig verwijderd en vervangen door een enkele versterkte elektrische gitaar. Zo ontbreken de drums en de trompetten. Ook klokt de in 2009 opgenomen versie korter.
Het origineel is opgenomen in de studio’s The Stables in Lincolnshire, Engeland en in Substation in Rosyth, Schotland, waar ook de laatste mix is gedaan. Deze versie is geproduceerd door Michael Brennan Jr. en Snow Patrol. Het nummer begint met een akoestische gitaar die "zachtjes geborsteld" wordt en de bekkens op een manier gespeeld wordt, dat het "galmt en resoneert", in plaats van "voor de impact". Hij noemde het drumspel "rustig en bevrijdend", en herhalend, omdat "dromen zich ook herhalen". Ook zijn er twee elektrische gitaren te horen, hoewel zij met picking gespeeld worden. Aan het einde van het nummer is er een trompet als cadens te horen.
Thematisch gaat het nummer over onbereikbare liefde. De hoofdpersoon is uit verlegenheid niet in staat een liefdesinteresse, in de tekst vergeleken met een engel, op school aan te spreken maar wel graag bij haar wil zijn. De hoofdpersoon volgt haar maar zijn geliefde negeert hem, terwijl zij op de hoogte van zijn bedoelingen. Hij probeert tevergeefs afstand van zijn positie te nemen en wil in slaap vallen, gehint op de eeuwige slaap.
Het nummer werd door critici beschreven als mogelijk "een droom", "een hymne voor een voorgestelde aanwezigheid" en ook vanwege de "she was an angel / I saw her swimming there" tekst, een "zeemeerminfantasie".

## Release en ontvangst
Het nummer werd als eerst uitgebracht op When It's All Over We Still Have to Clear Up in 2001 en op de heruitgave uit 2006. De herziene versie staat op het compilatiealbum Up to Now uit 2009. Het nummer werd op 4 december digitaal in het Verenigd Koninkrijk uitgebracht en was op 26 december in dat land gratis verkrijgbaar in kader van de "12 dagen van Kerstmis"-actie van iTunes.
Het nummer werd goed ontvangen bij critici. Het werd "mooi" en "aandoenlijk" genoemd en is geprezen door het gebruik van een koor. Het werd ook een voorbeeld genoemd van de "lo-fi-schoonheid" van de bands eerste albums. RTÉ noemde echter de donkere downbeat-sfeer te eerie. Andere negatieve oordelen waren onder andere dat het nummer verspilde emotie bevatte. Later werd het nummer weer een "ijskoude klassieker" en een "bonafide tranentrekker" genoemd. Het Britse magazine Drowned in Sound noemde het nummer in 2009 een nummer dat gespeeld moet worden aan iedereen die te weinig respect voor Snow Patrol als band heeft.

## Tracklist
Alle teksten zijn geschreven door Gary Lightbody, alle muziek is geschreven door Snow Patrol.
| Nr. | Titel                                        | Duur  |
| --- | -------------------------------------------- | ----- |
| 1.  | An Olive Grove Facing the Sea (2009 Version) | 04:59 |

## Medewerkers
Snow Patrol
- Gary Lightbody: gitaar, vocalen, schrijver
- Mark McClelland: basgitaar
- Jonny Quinn: drum

Productie
- Fly by Heart: koor
- Rob Dillam: akoestische gitaar
- John Todd: trompet